# Old Town (Isole Scilly)
Old Town è un villaggio dell'isola di St Mary's, nelle Isole Scilly, Inghilterra, a sud di Hugh Town.
Il villaggio, che si affaccia sulla baia omonima, si trova a breve distanza dal St Mary's Airport.
È ritenuto il più antico insediamento dell'isola. Ospita una chiesa, una locanda (l'Old Town Inn), due caffè, un negozio e un asilo. Old Town, oltre a un certo numero di case per le vacanze, possiede una buona percentuale di abitazioni occupate in modo permanente da residenti del luogo.

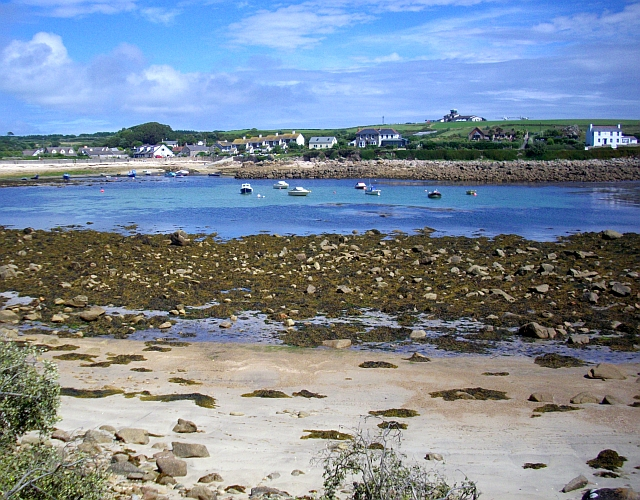
Old Town, St. Mary's

La Baia di Old Town collega il villaggio con il mare aperto; al largo della baia si trova Gilstone, un vistoso scoglio da non confondersi con uno scoglio dallo stesso nome ubicato nelle Western Rocks.

## Monumenti e luoghi d'interesse

### St Mary's Old Church
La chiesa anglicana di St Mary fu fondata nel corso del XII secolo, ma venne ricostruita nel 1666 e nel 1743. A partire dal XIX secolo giacque in stato di abbandono, finché non fu restaurata per ordine di Augustus Smith, Lord Proprietor delle isole.

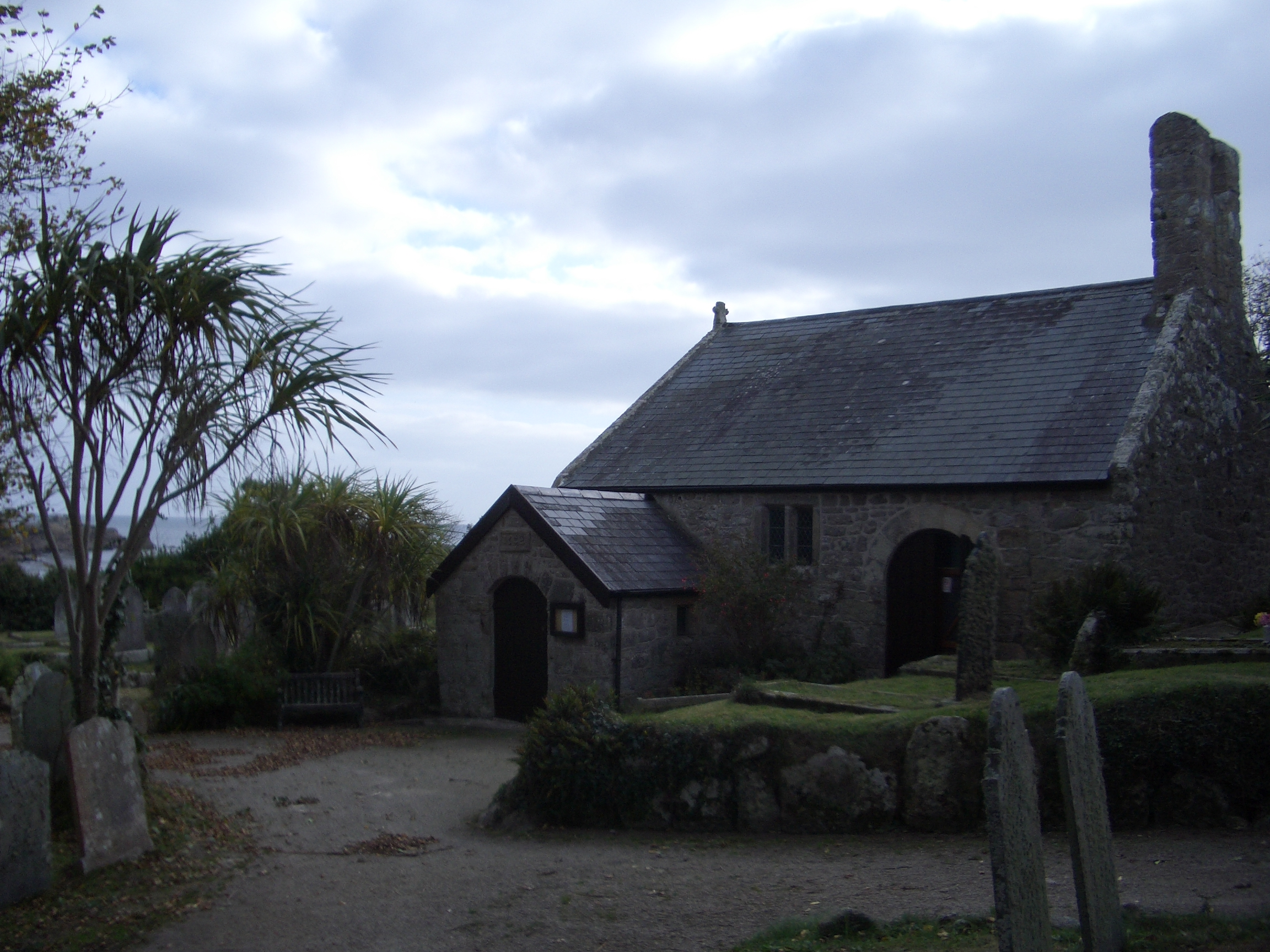
St Mary's Old Church

Il camposanto che circonda la chiesa è il principale cimitero di St Mary's. Nel corso dei secoli, vi furono sepolti innumerevoli membri delle antiche famiglie delle Scilly, nonché gli equipaggi di diverse navi naufragate nei pressi dell'arcipelago. Tra questi, Sir John Narborough e suo fratello James, i figli del Contrammiraglio Sir John Narborough, entrambi periti nell'affondamento della HMS Association nel 1707. È qui sepolta anche Ann Cargill (1760–1784), una diva dell'opera vissuta nel XVIII secolo famosa per la sua bellezza; morì nel naufragio della sua nave al largo delle Western Rocks e fu inizialmente sepolta sull'isola di Rosevear, prima di essere traslata nella chiesa di Old Town.
Il camposanto è stato ampliato e riprogettato diverse volte. Oggigiorno risulta diviso in diverse sezioni, le più antiche delle quali circondano la chiesa stessa. Questa zona del cimitero ospita un monumento ad Augustus Smith (1804–1872) e alcune pietre tombali dedicate ai passeggeri annegati durante l'affondamento della SS Schiller (1875). Durante il XIX secolo, nella collina vennero scavate delle terrazze per fare spazio a ulteriori sepolture. La tomba del Luogotenente Roy Graham (1924–2007) - che guidò la spedizione subacquea del 1967 a cui si deve il rinvenimento del relitto della nave ammiraglia di Sir Cloudesley Shovell, la HMS Association - si trova in una delle sezioni più recenti del cimitero.
Harold Wilson, Lord Wilson di Rievaulx, Primo Ministro del Regno Unito dal 1964 al 1970 e dal 1974 al 1976, fu sepolto nel cimitero dopo la sua morte nel maggio del 1995.

### Ennor Castle
Su un piccolo poggio nei pressi del villaggio si possono ammirare i pochi resti di una piccola fortezza risalente al XIII e XIV secolo, nota come Ennor Castle, che perse le proprie funzioni dopo la costruzione dello Star Castle alla fine del XVI secolo.

## Fonte
- Nikolaus Pevsner (1970) Cornwall; 2nd ed. (The Buildings of England). Penguin; p. 209